# 珍妃
珍妃（ちんぴ、あるいは ちんひ、満州語：ᡠᠵᡝᠩᡤᡝ
ᡫᡝᡞ 転写：ujengge fei、1876年2月27日 - 1900年8月15日）は、清の光緒帝の側妃の一人。満州八旗のタタラ（他他拉）氏（Tatala hala）の出身。タタラ貴妃ともいう。戸部右侍郎長叙の娘で母は侍妾の趙氏。陝甘総督裕泰が祖父で、伯父は広州将軍長善、従兄にともに進士に登った志鈞・志鋭らがいる。
姉は同じく光緒帝の妃・瑾妃。姪は愛新覚羅溥傑（光緒帝の甥で、宣統帝溥儀の同母弟）の先妻唐石霞。

## 生涯

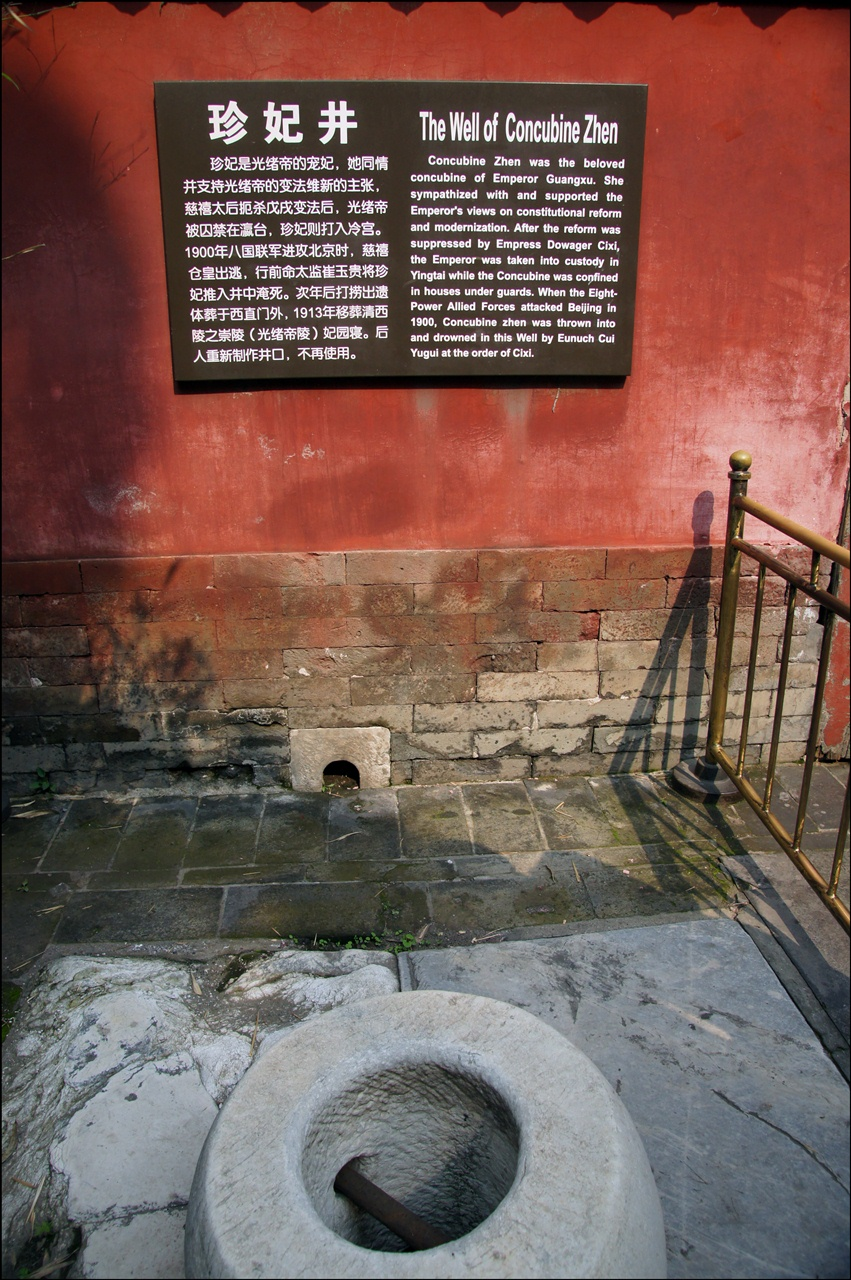
珍妃が投げ込まれた井戸（紫禁城内）

13歳で姉とともに選秀女へ参加し入選。嬪位が与えられて珍嬪となり、5年後に妃位へ昇進。美人で明るく外向的な性格かつ書画に巧みで囲碁が上手と多才で、光緒帝が最も寵愛した女性。
光緒帝に親政を意見したため、スパイの報告を受けた西太后は逆上、親不孝という理由で虐待され貴人へ身分を落とされた。『国聞備乗』によれば1894年10月28日、懐妊3か月であったにも拘らず西太后から廷杖（裸での棒撃ち，肉体刑の中で最も重い刑罰で死亡する場合も少なくない）を被って滅多打ちにされ全身が痙攣する人事不省に陥り、加えて珍妃付きの宦官や女官数十名が殺害された、その後出産の記録が見えず「清宮医案」では婦人科の障害があったとしている。
戊戌の政変後、西太后により紫禁城内の冷宮に幽閉された。義和団の乱の最中、意見を述べたという理由で逆上した西太后が殺害を命じ、宦官の崔玉貴らが井戸へ落とす等して殺害した。享年24。死後打ち捨てられていたが、批判の声が大きく成った為、西太后は遺骨を引き揚げ、宮中で死亡した侍女の集団墓地へ埋めた。
西太后の死後、恪順皇貴妃と諡され西陵にある光緒帝の崇陵の妃園寝に改葬された。
珍妃が投げ込まれた井戸は紫禁城内に現存する。生前住居とした景仁宮のそばの仏堂（懐遠堂）に、姉瑾妃が1920年頃書写した「精衛通誠」の扁額が掛かっている。

## 珍妃の写真

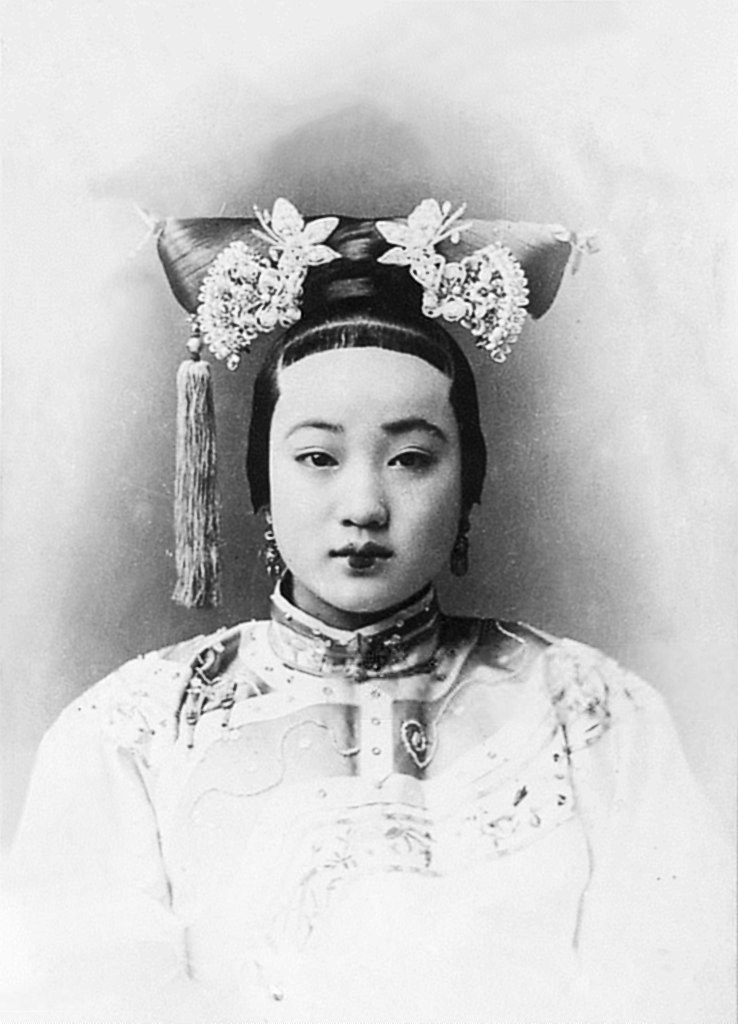
黄雲仙の写真。長い間、珍妃の写真とみられてきた

夫・光緒帝と同様、後世に伝わる肖像写真はないとされている。
1960年から流れる「珍妃」の写真（右図）は特に有名だが、その女性は珍妃ではないという研究がずっと存在していた。特に額の髪から見ると、皇妃ではなく当時の妓女によく見られた髪型だった。近年、写真の女性は黄雲仙という清末の妓女であることが判明した。この写真は最初に名妓のアルバム『海上驚鴻影』（1910年出版）に収録されていた。